# Popillia sabatinelli
Popillia sabatinelli är en skalbaggsart som beskrevs av Lin 2003. Popillia sabatinelli ingår i släktet Popillia och familjen Rutelidae. Inga underarter finns listade i Catalogue of Life.